# Shooting Stars Sports Club
El Shooting Stars Sports Club (sovint anomenat 3SC) és un club de futbol nigerià de la ciutat d'Ibadan.
Fou un dels fundadors de la lliga nigeriana de futbol el 1972, quan s'anomenava WNDC Ibadan (Western Nigeria Development Company). Posteriorment adoptà el nom de IICC Shooting Stars of Ibadan (Industrial Investment and Credit Corporation). Ha estat campió africà diversos anys i en diferents competicions.

## Palmarès
- Lliga nigeriana de futbol:[3]
  - 1976, 1980, 1983, 1995, 1998
- Copa nigeriana de futbol:[4]
  - 1971 (com a WNDC), 1977, 1979, 1995
- Lliga de Campions de la CAF:
  - Finalista: 1984, 1996
- Copa de la CAF de futbol:
  - 1992
- Recopa africana de futbol:
  - 1976
- Campionst d'Àfrica Occidental de futbol (UFOA Cup):
  - 1998

## Jugadors destacats
- Mutiu Adepoju
- Sani Abacha
- Muisi Ajao
- Olumide Harris
- Friday Christopher Iwezu
- Ademola Johnson
- Ajibade Kunde Babalade
- Mudashiru Lawal
- Ebenezer Ojo
- Gordon Osusu
- Felix Owolabi
- Patrick Pascal
- Ike Shorunmu
- Rashidi Yekini
- Samuel Okunowo